# Gollwitz (Brandenburg an der Havel)
Gollwitz ist ein Ortsteil der kreisfreien Stadt Brandenburg an der Havel in Brandenburg.
Der Ort liegt östlich der Kernstadt Brandenburg an der Havel. Südlich verläuft die B 1, nördlich fließt die Havel, nördlich und westlich erstreckt sich das rund 796 ha große Naturschutzgebiet Mittlere Havel. Gollwitz wird in der Geschichte als der historischen Landschaft der Zauche zugehörig angesehen.

## Naturräumliche Situation
Gollwitz liegt am nordwestlichen Rand der leicht erhöhten Grundmoräneninsel des Steinbergs (37,1 m ü. NHN, in vielen Quellen auch Mühlenberg genannt, trug von 1701 bis 1956 eine Bockwindmühle) auf einer entwässerten Schmelzwassersandfläche, die zum Schlossbereich etwas ansteigt. Der Steinberg ist Teil einer nur in Resten vorhandenen Endmoränenstaffel, zu der auch weiter östlich der Götzer Berg gehört und die etwas jünger ist als die südlich verlaufende Brandenburger Eisrandlage. Die Gollwitzer Talsandfläche ist weitflächig bodentrocken und wird ackerbaulich genutzt. Unweit der Erhöhung des Schlossbereichs schließt sich nach Norden die vernässte Flussaue der Havel an, mit der Krummen Havel, einem der wenigen erhalten gebliebenen Altarme des Flusses.

## Geschichte
Gollwitz wird erstmals im Landbuch der Mark Brandenburg aus dem Jahr 1375 als Golwitz erwähnt. Der Ortsname lässt sich von einer Bezeichnung für eine kahle Waldstelle ableiten. Das Gut des Ortes entwickelte sich zu einem der vier Stammsitze des brandenburgischen Uradelsgeschlechts der von Rochow. Nach einigen Besitzerwechseln (von Görne 1664–1817, von dem Hagen ab Mitte 19. Jh.) kam Gollwitz durch Einheirat in die Familie von dem Hagen 1902 wieder in die Hand der von Rochow. Letzte Gutsbesitzerin bis zur Bodenreform 1945 war Hertha von Rochow, geb. von dem Hagen, seit 1919 die Ehefrau von Harry von Rochow-Reckahn.
Schon 1375 war Gollwitz ein Gutsdorf, 20 der 32 Freihufen gehörten zum Rochow’schen Gut, es ist das älteste Rittergut der Zauche. Der (Straßen-)Anger erstreckte sich in Nord-Süd-Richtung. Von der mittelalterlichen baulichen Situation ist jedoch außer wesentlichen Grundrisselementen nichts erhalten, da das Dorf 1808 einem großen Brand zum Opfer fiel. Über Jahrhunderte bestand die agrarsoziale Struktur in Gollwitz aus 1) dem Gutshof, dem der Großteil des Acker- und Wiesenlands zukam, 2) einem bis drei Hüfner (einem untertänigen Bauern und dessen Familie mit zumeist 4 Hufen Land), 3) mehreren Kossäten (Bauern mit Haus und nur wenig Land) und 4) mehreren landlosen Büdnern und Kolonisten, mit der Besonderheit, dass in Gollwitz bereits im 17. Jahrhundert (für 1624 nachgewiesen) die Kossäten Teile des Gutslandes pachteten.
1647, am Ende des Dreißigjährigen Kriegs, tauschte Ludolf Erdmann von Rochow das Gut gegen das benachbarte Jeserig ein. Gut Gollwitz geht an die Familie Schlabrendorf; Joachim Friedrich von Schlabrendorf jedoch verkauft es bereits 1664 weiter an Georg Christoph von Görne. Friedrich von Görne lässt 1701 auf dem Stein- bzw. Mühlenberg eine Bockwindmühle bauen, die bis 1956 bestand. Die Görnes bewirtschaften das Gut jedoch nicht selbst, da sie im Havelland noch weitere Güter besitzen (zum Beispiel Plaue). Zwischen 1705 und 1795 sind sämtliche Äcker und Wiesen des Gutes an die Kossäten verpachtet, die deshalb ihre Eigenwirtschaften ausbauen können. Für 1775 verzeichnen die Kirchenbücher 232 Einwohner/-innen: einen Lohnschulzen (Hüfner), sieben Kossäten, 16 Tagelöhner (Altbüdner) und 8 neue Tagelöhner (Kolonisten) sowie bereits 10 „Schifffahrer“. Mit der Kahnschifffahrt entsteht ein neuer Erwerbszweig, die Schiffer transportieren Heu und andere agrarische Produkte, insbesondere nach Berlin, nach 1835 auch Torf, der auf einem Abschnitt des havelnahen Weidelands gestochen wird.
1795, als der Erbpachtvertrag mit den Kossäten des Dorfes ausläuft, übernimmt Friedrich Christoph von Görne, fünf Jahre zuvor aus der Festungshaft entlassen, das Gut als Erbe. Er bemüht sich um eine Ausweitung der Weidewirtschaft auf den dank einer 1782 von Friedrich dem Großen erlassenen „Graben-Schau-Ordnung“ für die Zauche gut drainierten und gepflegten Havel- und Emsterwiesen.
1808 zerstört ein Brand fast das gesamte Dorf, nur Gutshof, Kirche und Mühle bleiben zusammen mit wenigen anderen Gebäuden verschont. Resultat des Wiederaufbaus ist die regelmäßige Anlage des Lehnschulzengehöfts und der Kossätenstellen beiderseits der Hauptstraße (heute Schlossallee), wie sie die Pläne und Messtischblätter aus dem 19. Jahrhundert zeigen.

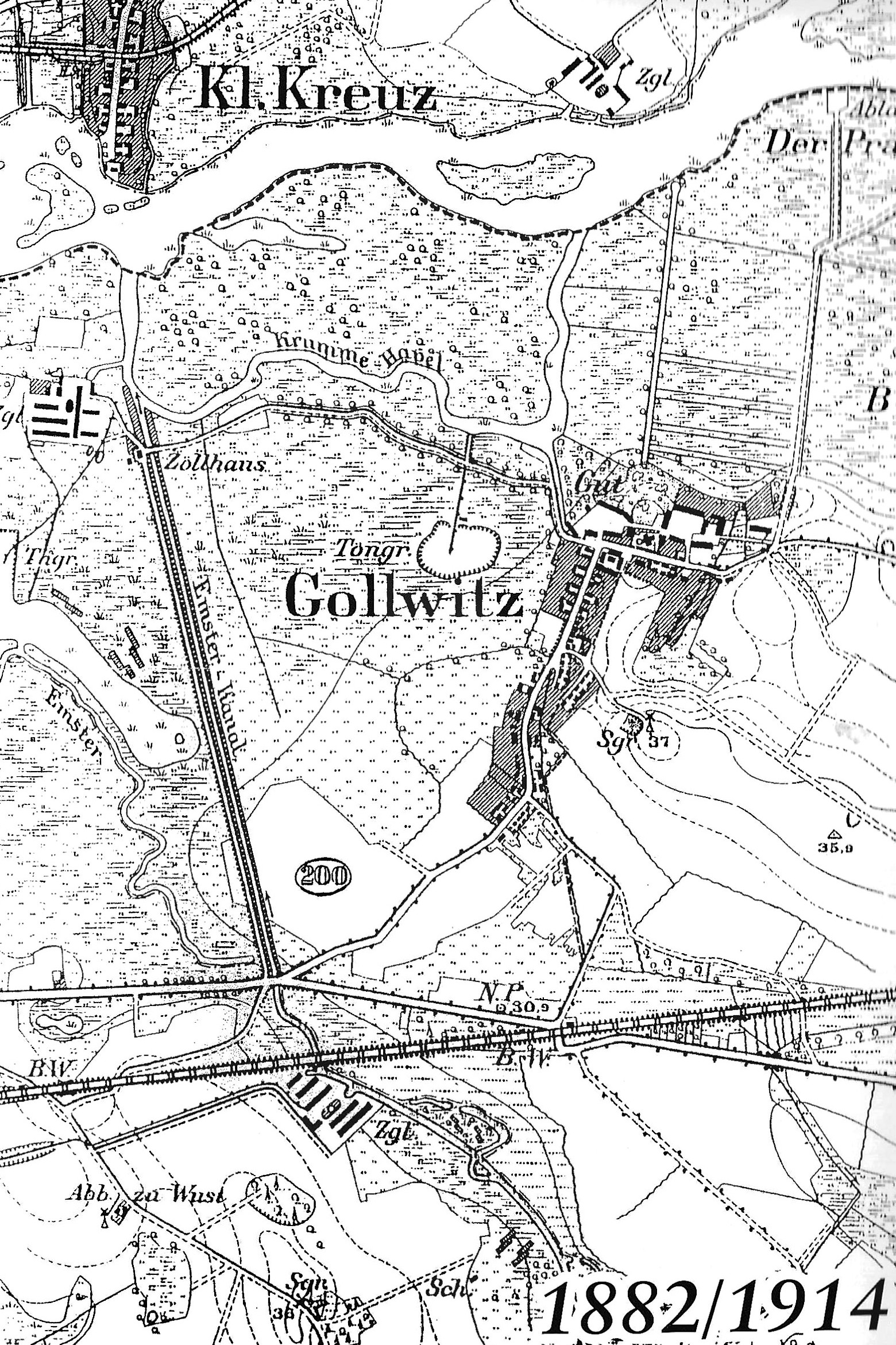

Der Ausschnitt aus dem Messtischblatt von 1882 zeigt am nördlichen Ende der Dorfstraße das Gut mit Herrenhaus (Schloss) und Speicherhaus, unmittelbar daneben die kleine Kirche, östlich anschließend die Wirtschaftsgebäude des Gutes, nördlich den Gutspark. An der Dorfstraße liegen: in der nordöstlichen Ecke der Lehnschulzenhof, nach Süden anschließend sieben Kossätengehöfte sowie danach (ab Höhe des Mühlenwegs) die Kleinstellen der Tagelöhner und Kolonisten. Unterhalb der Windmühle (Signatur!) besteht am 37 m hohen Sandberg bzw. Mühlenberg eine Sandgrube (Sgr). Weitere Kolonistenhäuser befinden sich gegenüber der Kirche. Nach Westen führt eine Straße zur Tongrube in den Auewiesen und zur Ziegelei (Zgl), zu der die Brücke über den 1868 angelegten Emster-Kanal überquert werden muss. Das Zollhaus am Emster-Kanal dient der Kanalüberwachung und dem Einzug der Kanalbenutzungsgebühren. Südlich von Dorf und Feldflur verlaufen die Chaussee von Brandenburg nach Potsdam und die Bahnstrecke Berlin-Magdeburg.
1816 muss der überschuldete Friedrich Christoph von Görne, Schlossherr auf Gollwitz, zusehen, wie dieses und andere seiner Güter zwangsversteigert werden. Im Februar 1817 kommt auf diese Weise der Amtmann in der preußischen Provinz Sachsen Friedrich Bennecke, in den Besitz von Gollwitz. Er investiert in den Umbau des Schlosses und kauft 1819 das Lehnschulzengut, die letzte der verbliebenen Hufenbauernstellen, hinzu. 1825 und in den Folgejahren wird in Gollwitz die Separation durchgeführt, die Ablösung der aus dem Feudalismus überkommenen Pflichten der untertänigen Bauern durch Neuaufteilung der Flur und Ausgleichszahlungen. Von den Äckern und Wiesen gehen 76 % an den Gutsherrn, 20 % an die Kossäten und 4 % an die Büdner und Kolonisten. Die Separation mit all ihren Regelungsänderungen zieht sich bis zum Ende des 19. Jahrhunderts hin.
Durch Erbfolge geht das Gut Gollwitz 1831–37 an die Familie von dem Hagen. In ihrer Zeit als Gutsbesitzer werden die Vorrechte der Gutsherren allmählich reduziert. Mit der neuen preußischen Kreisordnung von 1872 wird der Gemeindeschulze nicht mehr vom Gutsherren bestimmt, sondern von den Gemeindemitgliedern gewählt, die Polizeigewalt übt der Amtsvorsteher des Amtes Schmerzke aus.
In den 1870er Jahren wurden die Tonlager in den Auebereichen erschlossen und zwei Ziegeleien errichtet. Das verschaffte auch den Gollwitzer Havelschiffern eine Blütezeit. Schon 1805 waren in Gollwitz 15 Schiffer ansässig, 1871 gab es unter den 55 Haushalten fast 40 Schifferfamilien mit 13 Segelkähnen. Mit dem Ende des gründerzeitlichen Baubooms in Berlin und der Verlagerung der Transporte auf die Bahn ging die Zeit der Gollwitzer Kahnschifferei noch im 19. Jahrhundert zu Ende.
1918 erbt Hertha von Rochow, geb. von dem Hagen das Gut Gollwitz; sie heiratet 1919 Harry von Rochow, den Besitzer von Gut und Schloss Reckahn, das Ehepaar hat seinen Hauptwohnsitz in Gollwitz. Am 17. Februar 1929 brennt das Schloss ab; weil die Havel zugefroren ist, kann das Feuer nicht gelöscht werden. Auf den Grundmauern wird noch im selben Jahr der noch heute existierende neobarocke Neubau errichtet.
1932 stimmen die Gollwitzer/-innen bei der Reichstagswahl im zweiten Wahlgang mehrheitlich für Hitler. Im folgenden Jahr beginnt die Durchdringung des Dorfes durch Hitlers totalitären NS-Staat.
Am 25. April 1945 wird Gollwitz von der Roten Armee eingenommen. Im Schloss wird ein Lazarett eingerichtet. 14 Monate lang wird ein Großteil der Gebäude in Gollwitz von den sowjetischen Truppen genutzt. Das Gut wird enteignet, das Land im Zuge der Bodenreform auf die ehemaligen Gutsarbeiter, aber auch an Heimatvertriebene und Umsiedler aufgeteilt. 26 Neubauernhäuser werden errichtet und 18 Tagelöhnerhäuser werden ausgebaut – das umfangreichste Bodenreformbauprogramm des Kreises Zauch-Belzig.
Ab 1952 gehörte Gollwitz zum Kreis Brandenburg-Land, ab 1993 zum Landkreis Potsdam-Mittelmark. 1952 hatte Gollwitz 652 Einwohner/-innen; die Hälfte von ihnen arbeitete in der Land- und Forstwirtschaft, es gab neben der Bäuerlichen Handelsgenossenschaft (BHG) mit Volkseigenem Erfassungs- und Aufkaufbetrieb (VEAB) eine Gaststätte (mit Konsum-Verkaufsstelle), eine Bäckerei, eine Sattlerei, eine Stellmacherei, einen Fischereibetrieb sowie eine Hufschmiede. Ab 1953 wurden Schritt für Schritt sozialistische Produktionsverhältnisse in der Landwirtschaft geschaffen, zunächst mit einem Örtlichen Landwirtschaftlichen Betrieb (ÖLB) mit 15 Mitgliedern, dann mit dem Aufbau von Landwirtschaftlichen Produktionsgenossenschaften (LPG). 1960 wurde Gollwitz mit der Gründung einer LPG Typ I zum vollgenossenschaftlichen Dorf.
Bis zur Gemeindeauflösung gehörte Gollwitz dem 1992 gebildeten Amt Emster-Havel an. Am 26. Oktober 2003 wurde Gollwitz nach einer Entscheidung der Gemeinde für die freiwillige Eingemeindung (gegen eine Prämie) zusammen mit Wust nach Brandenburg an der Havel eingemeindet.
Vom 16. bis zum 19. Juli 2020 fand in Gollwitz das „Angelcamp“ des Twitch-Streamers Jens „Knossi“ Knossalla zusammen mit Sido statt.

## Sehenswürdigkeiten
- In der Liste der Baudenkmale in Brandenburg an der Havel (Eingemeindete Orte) sind für Gollwitz fünf Baudenkmale aufgeführt:
  - Die Dorfkirche Gollwitz ist eine spätgotische Saalkirche, die vermutlich zwischen dem 13. und 15. Jahrhundert entstand. Sie wurde 1750 von Friedrich Christoph von Görne erheblich umgestaltet.
  - Friedhofskapelle
  - Gutspark
  - Gutshaus Gollwitz und Nebengebäude (Schloßallee 101), seit 2009 Begegnungsstätte Schloss Gollwitz
  - Speichergebäude (Zum Gutshof 1)